# Chris Rock
Chris Rock (* 7. února 1965) je americký herec. 

## Život
Narodil se v Jižní Karolíně jako nejstarší ze sedmi dětí, otec byl řidičem kamionu, matka pracovala jako učitelka a sociální pracovnice. Podle genealogického televizního pořadu, pro nějž byly mužským členům rodiny provedeny testy DNA a vysledován rodokmen, pocházejí Rockovi ze severního Kamerunu, prapradědeček byl po převezení do Ameriky dvacet let otrokem, než byl naverbován jako voják do války Severu proti Jihu. Rodina se vícekrát stěhovala. Chris vyrůstal v Brooklynu. 

## Kariéra
V roce 1984 začal v New Yorku vystupovat jako stand-up komik. V roce 1990 začal vystupovat v pořadu Saturday Night Live. Následujícího roku vydal své první komediální album nazvané Born Suspect. Hrál například ve filmech Sestřička Betty (2000), Zpátky na zem (2001) a Zohan: Krycí jméno Kadeřník (2008).